# Spolek výtvarných umělců Myslbek
Toto je seznam členů Spolku výtvarných umělců Myslbek včetně dat narození jednotlivých členů
- Rudolf Adámek, 9. května 1882
- Alois Bílek, 15. června 1887
- Antonín Bloman, 22. dubna 1876
- Rudolf Budský, 6. prosince 1887
- Eduard Demartini, 13. června 1892
- Augustin Josef Eckhardt, 25. ledna 1879
- Pavel Forman, 2. června 1920
- Jindřich Freiwald, 6. června 1890
- Karel Holan, 4. prosince 1893
- František Kočí, 7. června 1882
- Josef Kočí, 16. července 1880
- Karel Kotrba, 17. ledna 1893
- Josef Loukota, 28. června 1879
- Otto (Ota) Matoušek , 3. prosince 1890
- Antonín Odehnal , 1. října 1878
- Rudolf Pařízek, 17. října 1886
- Bedřich Peroutka, 11. dubna 1880
- Vladimír Pleiner, 28. července 1891
- Bohuš Jan Procházka, 13. července 1898
- Jaroslav Prokop Jizerský , 14. května 1908
- Otakar Sedloň, 30. srpna 1885
- Josef Soukup, 28. ledna 1890
- Jan Straka, 22. února 1887